# Campionato africano maschile di pallavolo 2019
Il campionato africano maschile di pallavolo 2019 si è svolto dal 21 al 28 luglio 2019 a Tunisi, in Tunisia: al torneo hanno partecipato dieci squadre nazionali africane e la vittoria finale è andata per la decima volta, la seconda consecutiva, alla Tunisia.

## Impianti
|                                                                                   |  |  |
|                                                                                   |  |  |
| Palazzo dello Sport El Menzah Città: Tunisi Capienza: 5 500 Anno d'apertura: 1967 |  |  |

## Regolamento

### Formula
Le squadre hanno disputato una prima fase a gironi con formula del girone all'italiana; al termine della prima fase:
- Le prime due classificate di ogni girone hanno acceduto alla fase finale per il primo posto, strutturata in semifinali, finale per il terzo posto e finale.
- La terza e la quarta classificata di ogni girone hanno acceduto alla finale per il quinto posto, strutturata in semifinali, finale per il settimo posto e finale per il quinto posto.
- L'ultima classificata di ogni girone ha acceduto alla finale per il nono posto.

### Criteri di classifica
Se il risultato finale è stato di 3-0 o 3-1 sono stati assegnati 3 punti alla squadra vincente e 0 a quella sconfitta, se il risultato finale è stato di 3-2 sono stati assegnati 2 punti alla squadra vincente e 1 a quella sconfitta.
L'ordine del posizionamento in classifica è stato definito in base a:
- Numero di partite vinte;
- Punti;
- Ratio dei set vinti/persi;
- Ratio dei punti realizzati/subiti;
- Risultati degli scontri diretti.

## Squadre partecipanti
| Squadra        | Qualificazione      | Ultima partecipazione |
| -------------- | ------------------- | --------------------- |
| Algeria        | -                   | Egitto 2017           |
| Botswana       | -                   | Egitto 2017           |
| Burundi        | -                   | Debutto               |
| Camerun        | -                   | Egitto 2017           |
| Ciad           | -                   | Egitto 2017           |
| Egitto         | -                   | Egitto 2017           |
| Marocco        | -                   | Egitto 2017           |
| RD del Congo   | -                   | Egitto 2017           |
| Rep. del Congo | -                   | Marocco 2011          |
| Tunisia        | Paese organizzatore | Egitto 2017           |

## Torneo

### Fase a gironi
| Girone A     | Girone B       |
| ------------ | -------------- |
| Algeria      | Burundi        |
| Botswana     | Camerun        |
| Ciad         | Egitto         |
| RD del Congo | Marocco        |
| Tunisia      | Rep. del Congo |

#### Girone A

##### Risultati
| 21 luglio 2019 Palazzo dello Sport El Menzah, Tunisi Durata: 1h:20 - Spettatori: 100   | RD del Congo | 3 - 0 | Botswana     | 25-11, 25-18, 25-14              |
| 21 luglio 2019 Palazzo dello Sport El Menzah, Tunisi Durata: 1h:13 - Spettatori: 500   | Tunisia      | 3 - 0 | Ciad         | 25-15, 25-11, 25-11              |
| 22 luglio 2019 Palazzo dello Sport El Menzah, Tunisi Durata: 1h:16 - Spettatori: 150   | Algeria      | 3 - 0 | RD del Congo | 25-16, 25-19, 25-19              |
| 22 luglio 2019 Palazzo dello Sport El Menzah, Tunisi Durata: 1h:07 - Spettatori: 450   | Botswana     | 0 - 3 | Tunisia      | 14-25, 24-26, 6-25               |
| 23 luglio 2019 Palazzo dello Sport El Menzah, Tunisi Durata: 2h:14 - Spettatori: 100   | Ciad         | 3 - 2 | Botswana     | 22-25, 25-20, 21-25, 25-18, 15-8 |
| 23 luglio 2019 Palazzo dello Sport El Menzah, Tunisi Durata: 1h:12 - Spettatori: 1 500 | Tunisia      | 3 - 0 | Algeria      | 25-20, 25-20, 25-19              |
| 24 luglio 2019 Palazzo dello Sport El Menzah, Tunisi Durata: 1h:02 - Spettatori: 50    | Algeria      | 3 - 0 | Ciad         | 25-14, 25-14, 25-13              |
| 24 luglio 2019 Palazzo dello Sport El Menzah, Tunisi Durata: 1h:09 - Spettatori: 1 500 | RD del Congo | 0 - 3 | Tunisia      | 17-25, 14-25, 14-25              |
| 25 luglio 2019 Palazzo dello Sport El Menzah, Tunisi Durata: 1h:40 - Spettatori: ?     | Ciad         | 1 - 3 | RD del Congo | 21-25, 25-19, 21-25, 25-27       |
| 25 luglio 2019 Palazzo dello Sport El Menzah, Tunisi Durata: 1h:07 - Spettatori: ?     | Botswana     | 0 - 3 | Algeria      | 20-25, 13-25, 11-25              |

##### Classifica
| Pos | Squadra      | Pt | G | V | P | SV | SP | Ratio | PF  | PS  | Ratio |
| --- | ------------ | -- | - | - | - | -- | -- | ----- | --- | --- | ----- |
| 1   | Tunisia      | 12 | 4 | 4 | 0 | 12 | 0  | MAX   | 301 | 185 | 1,627 |
| 2   | Algeria      | 9  | 4 | 3 | 1 | 9  | 3  | 3,000 | 284 | 214 | 1,327 |
| 3   | RD del Congo | 6  | 4 | 2 | 2 | 6  | 7  | 0,857 | 270 | 285 | 0,947 |
| 4   | Ciad         | 2  | 4 | 1 | 3 | 4  | 11 | 0,364 | 278 | 342 | 0,813 |
| 5   | Botswana     | 1  | 4 | 0 | 4 | 2  | 12 | 0,167 | 227 | 334 | 0,680 |

#### Girone B

##### Risultati
| 21 luglio 2019 Palazzo dello Sport El Menzah, Tunisi Durata: 1h:20 - Spettatori: 100 | Camerun        | 3 - 0 | Rep. del Congo | 25-21, 25-23, 25-20        |
| 21 luglio 2019 Palazzo dello Sport El Menzah, Tunisi Durata: 2h:20 - Spettatori: 150 | Egitto         | 3 - 1 | Marocco        | 25-20, 25-23, 23-25, 30-28 |
| 22 luglio 2019 Palazzo dello Sport El Menzah, Tunisi Durata: 2h:04 - Spettatori: 100 | Marocco        | 1 - 3 | Rep. del Congo | 25-23, 25-27, 20-25, 28-30 |
| 22 luglio 2019 Palazzo dello Sport El Menzah, Tunisi Durata: 1h:10 - Spettatori: 100 | Egitto         | 3 - 0 | Burundi        | 25-16, 25-13, 25-13        |
| 23 luglio 2019 Palazzo dello Sport El Menzah, Tunisi Durata: 1h:38 - Spettatori: 100 | Burundi        | 1 - 3 | Marocco        | 27-25, 11-25, 11-25, 12-25 |
| 23 luglio 2019 Palazzo dello Sport El Menzah, Tunisi Durata: 1h:14 - Spettatori: 250 | Camerun        | 3 - 0 | Egitto         | 25-18, 25-13, 25-19        |
| 24 luglio 2019 Palazzo dello Sport El Menzah, Tunisi Durata: 1h:10 - Spettatori: 50  | Burundi        | 0 - 3 | Camerun        | 13-25, 21-25, 20-25        |
| 24 luglio 2019 Palazzo dello Sport El Menzah, Tunisi Durata: 1h:21 - Spettatori: 100 | Egitto         | 3 - 0 | Rep. del Congo | 25-21, 27-25, 25-22        |
| 25 luglio 2019 Palazzo dello Sport El Menzah, Tunisi Durata: 1h:55 - Spettatori: ?   | Rep. del Congo | 3 - 1 | Burundi        | 20-25, 25-22, 25-20, 25-22 |
| 25 luglio 2019 Palazzo dello Sport El Menzah, Tunisi Durata: 1h:15 - Spettatori: ?   | Camerun        | 3 - 0 | Marocco        | 25-16, 25-23, 25-23        |

##### Classifica
| Pos | Squadra        | Pt | G | V | P | SV | SP | Ratio | PF  | PS  | Ratio |
| --- | -------------- | -- | - | - | - | -- | -- | ----- | --- | --- | ----- |
| 1   | Camerun        | 12 | 4 | 4 | 0 | 12 | 0  | MAX   | 300 | 230 | 1,304 |
| 2   | Egitto         | 9  | 4 | 3 | 1 | 9  | 4  | 2,250 | 305 | 281 | 1,085 |
| 3   | Rep. del Congo | 6  | 4 | 2 | 2 | 6  | 8  | 0,750 | 332 | 339 | 0,979 |
| 4   | Marocco        | 3  | 4 | 1 | 3 | 5  | 10 | 0,500 | 356 | 344 | 1,035 |
| 5   | Burundi        | 0  | 4 | 0 | 4 | 2  | 12 | 0,167 | 246 | 345 | 0,713 |

### Fase finale

#### Finali 1º e 3º posto
|  | Semifinali | Semifinali | Semifinali |         |         | Finale             | Finale             | Finale             |  |
|  |            |            |            |         |         |                    |                    |                    |  |
|  | Algeria    | Algeria    | 0          |         |         |                    |                    |                    |  |
|  | Algeria    | Algeria    | 0          |         |         |                    |                    |                    |  |
|  | Camerun    | Camerun    | 3          |         |         |                    |                    |                    |  |
|  | Camerun    | Camerun    | 3          |         | Tunisia | Tunisia            | 3                  |                    |  |
|  |            |            |            |         | Tunisia | Tunisia            | 3                  |                    |  |
|  |            |            | Camerun    | Camerun | 2       |                    |                    |                    |  |
|  | Tunisia    | Tunisia    | Camerun    | Camerun | 2       | 3                  |                    |                    |  |
|  | Tunisia    | Tunisia    |            |         |         | 3                  |                    |                    |  |
|  | Egitto     | Egitto     | 1          |         |         | Finale 3º/4º posto | Finale 3º/4º posto | Finale 3º/4º posto |  |
|  | Egitto     | Egitto     | 1          |         |         |                    |                    |                    |  |
|  |            |            |            |         |         |                    |                    |                    |  |
|  |            |            |            |         |         | Egitto             | Egitto             | 1                  |  |
|  |            |            |            |         |         | Egitto             | Egitto             | 1                  |  |
|  |            |            |            |         |         | Algeria            | Algeria            | 3                  |  |

##### Semifinali
| 26 luglio 2019 Palazzo dello Sport El Menzah, Tunisi Durata: 1h:56 - Spettatori: ? | Tunisia | 3 - 1 | Egitto  | 18-25, 25-20, 25-18, 25-17 |
| 26 luglio 2019 Palazzo dello Sport El Menzah, Tunisi Durata: 1h:25 - Spettatori: ? | Algeria | 0 - 3 | Camerun | 22-25, 22-25, 21-25        |

##### Finale 3º posto
| 28 luglio 2019 Palazzo dello Sport El Menzah, Tunisi Durata: 1h:43 - Spettatori: 1 000 | Egitto | 1 - 3 | Algeria | 25-23, 22-25, 16-25, 20-25 |

##### Finale
| 28 luglio 2019 Palazzo dello Sport El Menzah, Tunisi Durata: 2h:22 - Spettatori: 2 000 | Tunisia | 3 - 2 | Camerun | 23-25, 25-20, 26-24, 21-25, 15-13 |

#### Finali 5º e 7º posto
|  | Semifinali     | Semifinali     | Semifinali |         |                | Finale 5º/6º posto | Finale 5º/6º posto | Finale 5º/6º posto |  |
|  |                |                |            |         |                |                    |                    |                    |  |
|  | Ciad           | Ciad           | 0          |         |                |                    |                    |                    |  |
|  | Ciad           | Ciad           | 0          |         |                |                    |                    |                    |  |
|  | Rep. del Congo | Rep. del Congo | 3          |         |                |                    |                    |                    |  |
|  | Rep. del Congo | Rep. del Congo | 3          |         | Rep. del Congo | Rep. del Congo     | 3                  |                    |  |
|  |                |                |            |         | Rep. del Congo | Rep. del Congo     | 3                  |                    |  |
|  |                |                | Marocco    | Marocco | 0              |                    |                    |                    |  |
|  | RD del Congo   | RD del Congo   | Marocco    | Marocco | 0              | 1                  |                    |                    |  |
|  | RD del Congo   | RD del Congo   |            |         |                | 1                  |                    |                    |  |
|  | Marocco        | Marocco        | 3          |         |                | Finale 7º/8º posto | Finale 7º/8º posto | Finale 7º/8º posto |  |
|  | Marocco        | Marocco        | 3          |         |                |                    |                    |                    |  |
|  |                |                |            |         |                |                    |                    |                    |  |
|  |                |                |            |         |                | Ciad               | Ciad               | 3                  |  |
|  |                |                |            |         |                | Ciad               | Ciad               | 3                  |  |
|  |                |                |            |         |                | RD del Congo       | RD del Congo       | 0                  |  |

##### Semifinali
| 26 luglio 2019 Palazzo dello Sport El Menzah, Tunisi Durata: 1h:27 - Spettatori: ? | Ciad         | 0 - 3 | Rep. del Congo | 22-25, 24-26, 19-25        |
| 26 luglio 2019 Palazzo dello Sport El Menzah, Tunisi Durata: 1h:49 - Spettatori: ? | RD del Congo | 1 - 3 | Marocco        | 25-21, 22-25, 18-25, 22-25 |

##### Finale 7º posto
| 28 luglio 2019 Palazzo dello Sport El Menzah, Tunisi Durata: ? - Spettatori: ? | Ciad | 3 - 0 | RD del Congo | 25-0, 25-0, 25-0 |

##### Finale 5º posto
| 28 luglio 2019 Palazzo dello Sport El Menzah, Tunisi Durata: 1h:48 - Spettatori: 0 | Rep. del Congo | 2 - 3 | Marocco | 23-25, 25-22, 25-20, 18-25, 9-15 |

#### Finale 9º posto
| 26 luglio 2019 Palazzo dello Sport El Menzah, Tunisi Durata: 1h:06 - Spettatori: ? | Botswana | 0 - 3 | Burundi | 16-25, 18-25, 18-25 |

## Classifica finale
| Pos | Squadra        | Rosa |
| --- | -------------- | --- |
|     | Tunisia        | Formazione: 3 Ben Slimene, 4 Redissi, 5 Karamosly, 6 Miladi, 7 Karamosli, 10 Nagga, 11 Moalla, 12 Karoui, 13 Mbarki, 14 Jerbi, 16 Ayech, 17 Jouini, 18 Bongui, 20 Hmissi, CT: Giacobbe |
|     | Camerun        | Formazione: 1 Kari, 2 Mbutngam, 5 Kofane, 6 Dolegombai, 8 Engohe, 9 Bitouna, 10 Sali Hilé, 13 Ongolo, 14 Wounembaina, 15 Kody, 16 Fossi Kamto, 20 Badawe, 22 Djam, CT: Mayam           |
|     | Algeria        | Formazione: 1 Achouri, 2 Sofiane, 3 Kerboua, 4 Hakmi, 6 Oumsaad, 7 Dekkich, 8 Boudjemaa, 9 Chikhi, 10 Mahdjoubi, 13 Aid, 15 Abiadya, 16 Ould, 18 Soualem, 19 Hosni, CT: Diago          |
| 4.  | Egitto         | |
| 5.  | Marocco        | |
| 6.  | Rep. del Congo | |
| 7.  | Ciad           | |
| 8.  | RD del Congo   | |
| 9.  | Burundi        | |
| 10. | Botswana       | |

|  | Qualificata alla Volleyball Challenger Cup 2020 e al campionato africano 2021 |
|  | Qualificata al campionato africano 2021                                       |
|  | Qualificata al campionato africano 2021                                       |

## Premi individuali
| Premio                | Nome             | Squadra |
| --------------------- | ---------------- | ------- |
| MVP                   | Hamza Nagga      | Tunisia |
| Miglior attaccante    | Yvan Kody        | Camerun |
| Miglior muro          | Salim Mbarki     | Tunisia |
| Miglior servizio      | Didier Sali Hilé | Camerun |
| Miglior palleggiatore | Ahmed Awal       | Camerun |
| Miglior ricevitore    | Ismaïl Moalla    | Tunisia |
| Miglior libero        | Elyes Achour     | Algeria |